# Бернштейн Натан Йосипович
Ната́н Йо́сипович Бернште́йн (1836, Броди — 29 січня 1891, Одеса) — український лікар, вчений-фізіолог.

## Біографія
Натан Бернштейн народився у Бродах в сім'ї торговця. Початкову домашню освіту здобув у свого діда Соломона Ейгера в Познані, куди переїхала родина. З 4-го класу навчався у 2-й гімназії в Одесі, де його батько відкрив крамницю колоніальних товарів (згодом на його гроші в Одесі був заснований сирітський будинок).
У 1858 році закінчив медичний факультет Московського університету; у 1861 році захистив дисертацію на ступінь доктора медицини і, не маючи права на проживання, повернувся в Одесу. Працював понадштатним ординатором міської лікарні, одночасно (до 1862 року) редагував журнал «Сіон». З 1865 року — доцент анатомії і фізіології Новоросійського університету (з 1871 року, коли кафедру фізіології зайняв професор В. М. Сєченов, читав тільки анатомію). Був обраний радою університету в екстраординарні професори, але не був затверджений в цьому званні, за браком ступеня доктора зоології, до якої були приурочені анатомія і фізіологія на фізико-математичному факультеті.
У 1881—1882 р. перебував на лікуванні у Вісбадені і Ніцці. Був звільнений з університету через хворобу (1882). Повторне обрання за пропозицією факультету на посаду доцента в тому ж році не було затверджено міністром освіти: це був період реакції та офіційного антисемітизму. Бернштейн працював у берлінській фізіологічної лабораторії Дюбуа-Реймона (1866), у лабораторії Людвіга в Лейпцигу (1868—1869).
Вів енергійну діяльність в Товаристві одеських лікарів, в якому він був спочатку секретарем, потім впродовж 8 років товаришем голови і, нарешті, протягом 14 років головою. Крім того, був гласним думи, попечителем міської лікарні, почесним мировим суддею і попечителем одеської талмуд-тори.
Під час російсько-турецької війни 1877—1878 років завідував палатою лазарету Червоного Хреста.

### Родина
Батько — Озиас Бернштейн, торговець. Мати походила з празького рабинського роду Ейгерів, дочка Соломона Ейгера (1785—1852), рабина в Познані, внучка Аківи Ейгера (1761—1837), головного рабина Познані.
Дружина — Матильда Марківна Серебряна (уроджена Слонім).
Сини:
- Олександр (1870—1922) — психіатр, психотерапевт і психолог;
- Сергій (1880—1968) — математик.

## Наукова діяльність
У 1857 р., будучи студентом, за твір на тему «Анатомія і фізіологія легенево-шлункового нерва» отримав золоту медаль.

### Вибрані праці
- Бернштейн Н. И. Рассуждение об отправлениях легочно-желудочного нерва: Дисс. — М.: тип. В. Грачёва и комп., 1860. — 76 с.
- Об отправлениях легочно-желудочного нерва. — М., 1960.
- Бернштейн Н. И. Руководство к частной физиологии. — Одесса: Имп. Новоросс. ун-т, 1868. — 312 с.

Статті в «Московському лікарському журналі» (1858), газеті «Сіон» (1861), «Сучасній медицині» (1863), «Медичному віснику» (1864), «Архів судової медицини та загальної гігієни», Gazette medicale de Paris (1865), Протоколах Товариства Одеських лікарів (1870).